# Distrikt Rukungiri
Rukungiri ist ein Distrikt im Südwesten von Uganda und grenzt an den Eduardsee. Der Hauptort ist das gleichnamige Rukungiri. Der Distrikt umfasst die beiden Countys Rujumbura and Rubabo. Er hat nach dem Zensus von 2002 308.696 Einwohner auf einer Fläche von 2860 km².
Der Distrikt wurde 1974 als North Kigezi geschaffen und erhielt 1980 den Namen Rukungiri. Im Juli 2001 wurde ein Teil des Distrikts abgetrennt und der neue Distrikt Kanungu gebildet.

## Gesellschaft
Es werden Ruhororo, Runyankore und Rukiga gesprochen.

## Geographie
Der Distrikt liegt auf einer Höhe von etwa 615 bis 1864 m. Rukungiri hat auch Anteil am Queen-Elizabeth-Nationalpark. Ein Wasserfall im Distrikt ist Kisiizi Falls.

## Städte in Rukungiri
- Rukungiri
- Nyakishenyi
- Rwanga
- Kirima
- Rujumbura
- Buyanza